# Amphicyon
Amphicyon este un gen dispărut de animale terestre carnivore mari aparținând subordinului Canifornia.